# Dai il meglio di te...
Dai il meglio di te... este un album lansat de Al Bano împreuna cu Massimo Ferrarese în anul 2008. CD-ul a fost publicat în tiraj limitat și conține cover-uri din repertoriile lui Adriano Celentano, Fausto Leali, Mina, Renato Zero etc. Ultima melodie este o poezie scrisǎ în trecut de Maica Tereza.

## Track list
1. Cercami  (Renato Zero, Gianluca Podio)
2. Ci vorrebbe un amico  (Antonello Venditti)
3. Città vuota  (Doc Pomus, Mort Shuman, Giuseppe Cassia)
4. Come saprei  (Adelio Cogliati, Eros Ramazzotti, Giorgia Todrani, Vladimiro Tosetto)
5. Estate  (Bruno Martino, Bruno Brighetti)
6. L'emozione non ha voce  (Gianni Bella, Mogol)
7. Mi manchi  (Fabrizio Berlincioni, Franco Fasano)
8. Una rotonda sul mare  (Fred Bongusto, Gorni Kramer)
9. Volare  (Domenico Modugno, Franco Migliacci)
10. I migliori anni della nostra vita  (Maurizio Fabrizio, Guido Morra)
11. Dai il meglio di te  (text: Maica Tereza, muzicǎ: Albano Carrisi)